# Département d'Amourj

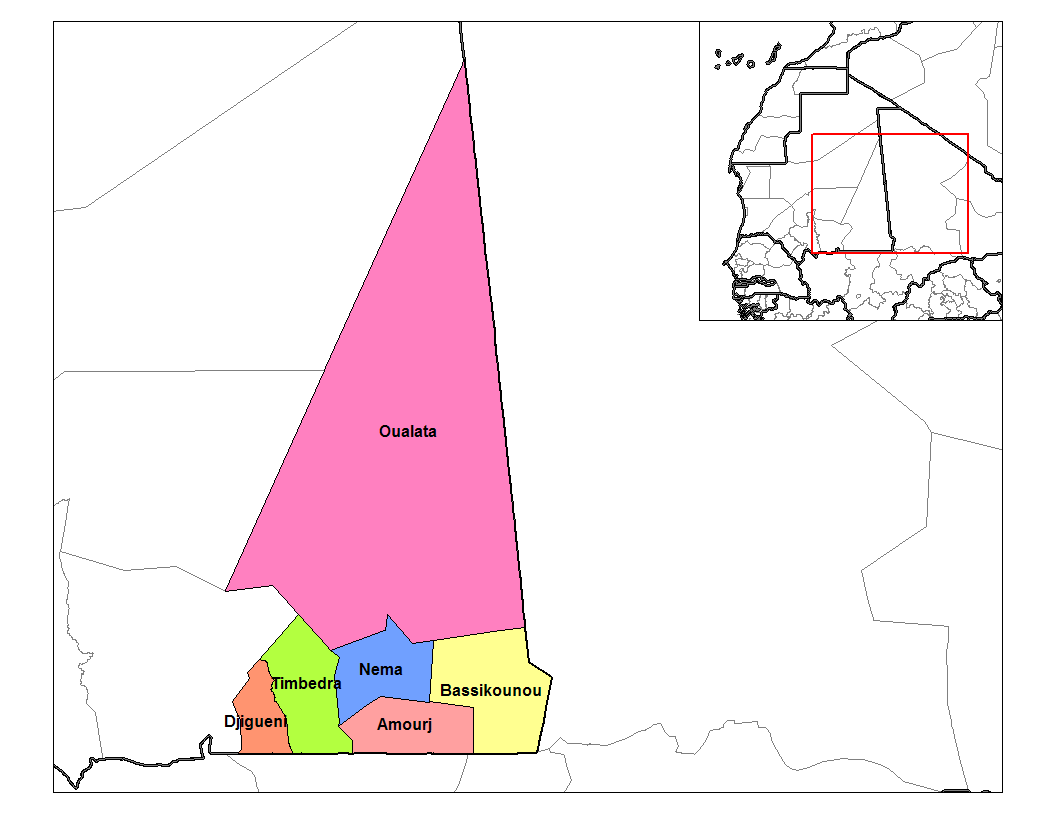
Les départements de Hodh Ech Chargui : Amourj au sud

Le département d'Amourj est l'un des six départements (appelés officiellement Moughataa) de la région de Hodh Ech Chargui en Mauritanie.

## Liste des communes du département
Le département d'Amourj est constitué de trois communes :
- Amourj,
- Adel Bagrou,
- Bougadoum.

En 2000, l'ensemble de la population du département d'Amourj regroupe un total de 70 089 habitants (34 017 hommes et 36 072 femmes).